# Марусенково
Марусенково (укр. Марусенкове) — село,
Павленковский сельский совет,
Лебединский район,
Сумская область,
Украина.
Код КОАТУУ — 5922987111. Население по переписи 2001 года составляло 11 человек .

## Географическое положение
Село Марусенково находится на одном из истоков реки Грунь.
На расстоянии в 1 км расположены сёла Слобода, Бойки и Букаты.